# Cantón de Châtillon-sur-Marne
El cantón de Châtillon-sur-Marne era una división administrativa francesa, que estaba situada en el departamento de Marne y la región de Champaña-Ardenas.

## Composición
El cantón estaba formado por diecinueve comunas:
- Anthenay
- Baslieux-sous-Châtillon
- Belval-sous-Châtillon
- Binson-et-Orquigny
- Champlat-et-Boujacourt
- Châtillon-sur-Marne
- Courtagnon
- Cuchery
- Cuisles
- Jonquery
- La Neuville-aux-Larris
- Nanteuil-la-Forêt
- Olizy
- Passy-Grigny
- Pourcy
- Reuil
- Sainte-Gemme
- Vandières
- Villers-sous-Châtillon

## Supresión del cantón de Châtillon-sur-Marne
En aplicación del Decreto nº 2014-208 de 21 de febrero de 2014, el cantón de Châtillon-sur-Marne fue suprimido el 22 de marzo de 2015 y sus 19 comunas pasaron a formar parte; diecisiete del nuevo cantón de Dormans-Paisajes de Champaña, una del nuevo cantón de Épernay-1 y una del nuevo cantón de Fismes-Montaña de Reims.